# Léon Divoy
Léon Divoy (né à Oisy le 18 février 1916 — mort à Uccle le 7 février 1977) est un aviateur de la Force Aérienne belge et de la Royal Air Force britannique, puis de la compagnie aérienne Sabena.
Après la capitulation de la Belgique face à l'Allemagne nazie au terme de la campagne des 18 jours, Léon Divoy souhaite continuer à combattre l'armée allemande. Avec son compagnon de promotion Mike Donnet, il remet en état un Stampe SV-4b remisé dans le hangar du château de Terblock (Overijse, Belgique) occupé par les Allemands, en y effectuant clandestinement des visites nocturnes. Au bout de trois mois, l'avion est prêt. Divoy et Donnet décollent dans la nuit du 4 au 5 juillet 1941 vers le Royaume-Uni.
Le 26 juillet 1941, Divoy est intégré à la RAF. Il est cependant fait prisonnier par les Allemands le 4 avril 1942, lors d'une opération en France, à la suite d'une collision avec un Spitfire ami. Il sera incarcéré en Silésie, au Stalag Luft III. Candidat à l'évasion, le tirage au sort ne lui permet pas de participer à celle rendue célèbre par le film La Grande Évasion.
Le 1er juillet 1952, Divoy prend sa retraite militaire en rejoignant la compagnie civile Sabena, pour laquelle il sera commandant de bord jusqu'en 1972.